# Zeitrechnung
Die Zeitrechnung befasst sich mit der Ordnung und Strukturierung von Zeit bzw. zeitlicher Abläufe. Die international gebräuchlichste Zeitrechnung bezieht sich bei den Bezugsdaten – Ära – auf den Gregorianischen Kalender und ist auch bezüglich der anderen Aspekte mit der Ordnung und Strukturierung der christlichen Zeitrechnung identisch.
Aspekte der Zeitrechnung:
- Die Ordnung der linearen Struktur der Zeit („Lineare Zeitrechnung“) – Before Present, million years ago, Lambda-CDM-Modell
- Die Angabe eines Zeitpunkts im Kalendersystem – Uhrzeit, Astronomische Chronologie
- Vereinbarungen und Konventionen zu Bezugsdaten der Zeitrechnung – Jahr null, Ära
- Die kalendarische Ordnung zyklischer Strukturen wie Jahr, Monat, Woche, Tag – Kalenderrechnung
- Vereinbarungen und Konventionen zur Schreibweise des Datums – Datumsformat

In Deutschland steht das Recht der Zeitbestimmung nach Art. 73 Abs. 1 Nr. 4 GG allein dem Bund zu.

## Kalender und Uhrzeit
Zur zyklischen Strukturierung wird die Zeit in der Regel im Rahmen eines Kalenders eingeteilt in:
Jahre, Monate, Wochen, Tage
In Rahmen der Uhr wird sie dargestellt in:
Stunden, Minuten, Sekunden
Ausgangspunkt für diese wiederkehrenden Zeiteinteilungen war in allen Kulturen die Beobachtung astronomischer Phänomene im Zusammenhang mit der Sonne, dem Mond und dem Sternenhimmel. Der heutige weltweit gebräuchlichste Gregorianische Kalender ist ein Solarkalender.
- Die Bewegung der Sonne am Himmel wird in Jahr, Tag und der Uhrzeit dargestellt. Ein Tag orientiert sich an der Zeitspanne zwischen zwei Sonnenhöchstständen, während dem Jahr die Umlaufdauer der Erde um die Sonne zugrunde liegt.
- Von der Bewegung des Mondes leitet sich der Monat her, aber auch zum Beispiel der Mond-Tag Tithi der vedischen Zeitrechnung.
- Einige langfristige Perioden (Zeitalter) beziehen sich neben der Sonne auch auf andere astronomische Elemente, wie etwa das platonische Jahr auf die Präzessionsbewegung der Erdachse.
- Das sothische Jahr des ägyptischen Kalenders bezieht sich auf den Stern Sirius.

## Jahrrechnung, verschiedene Bezugspunkte der Jahrrechnung
Die Vorstellung linear verlaufender Zeit entspringt dem individuellen Zeitempfinden. Aus der Erinnerung an die Abfolge der Sonnenjahre ergibt sich die Einteilung eines Menschenlebens in Lebensjahre. Bezugsdatum der persönlichen Zeitrechnung ist der Geburtstag.
Voraussetzung für lineare Zeitrechnungen (Jahrrechnung) ist die Vereinbarung eines oder mehrerer Bezugsdaten.

### Orientierung an der Entstehung der Welt
Die Entstehung der Welt kann Bezugspunkt von Zeitrechnungen sein:
- Das Lambda-CDM-Modell beschreibt die Evolution des Universums seit dem Urknall, dessen frühester Entwicklungsphase nach der Entstehung von Raum, Zeit und Energie aus einer Singularität, in einer Zeitrechnung mit kosmischen Dimensionen. Es ergibt sich ein Alter des Universums von rund 13,8242 Milliarden Sonnenjahren.
- In der Geologie wird die Geschichte der Erde von ihrer Entstehung vor 4,54 Milliarden Jahren bis heute in einer geologischen Zeitskala in große Zeiträume von hunderten von Millionen Jahren hierarchisch unterteilt.
- Im Judentum gibt es von alters her eine mythische Vorstellung von der Schöpfung des Himmels(gewölbes) im Urozean (Gen 1,6–8 EU) und von Land und Meer (Gen 1,9–10 EU), der flachen Erde unter dem Himmel (Gen 1,1–2 EU). Jüdische Forscher berechneten den ersten Tag der Jüdischen Ära (siehe jüdischer Kalender):[1] Am Jom Rischon, dem 6. Oktober 3761 v. Chr., 23:11:20 Uhr soll das biblische Gotteswort den Beginn der Zeit (Gen 1,3–5 EU) hervorgerufen haben.[2]
- Die christliche Tradition folgte der jüdischen Tradition der Schöpfung als Ausgangspunkt der Zeitrechnung. Allerdings wichen die Ergebnisse bei der Berechnung des „annus creationis mundi“ (Jahr der Erschaffung der Welt) von der im Judentum eingebürgerten Zahl ab. Der erste christliche Theologe, der die Schöpfung zum Bezugspunkt der Jahreszählung machte, war Gregor der Große. Er kam auf 5184 Jahre bis zur Auferstehung Jesu Christi, die er auf dessen 33. Jahr ansetzte,[3] sodass 5151 Jahre bis zur Zeitenwende verbleiben.[4] Das Oströmische Reich zählte in Jahren ab der Erschaffung der Welt, die entsprechend den Angaben in der Septuaginta auf das Jahr 5501 v. Chr. oder 5508 v. Chr. datiert wurde; erst Ende des 17. Jahrhunderts setzte sich auch in den orthodoxen Kirchen die Zählung nach Christi Geburt durch.[5]

### Orientierung an der Regierungszeit von Herrschern

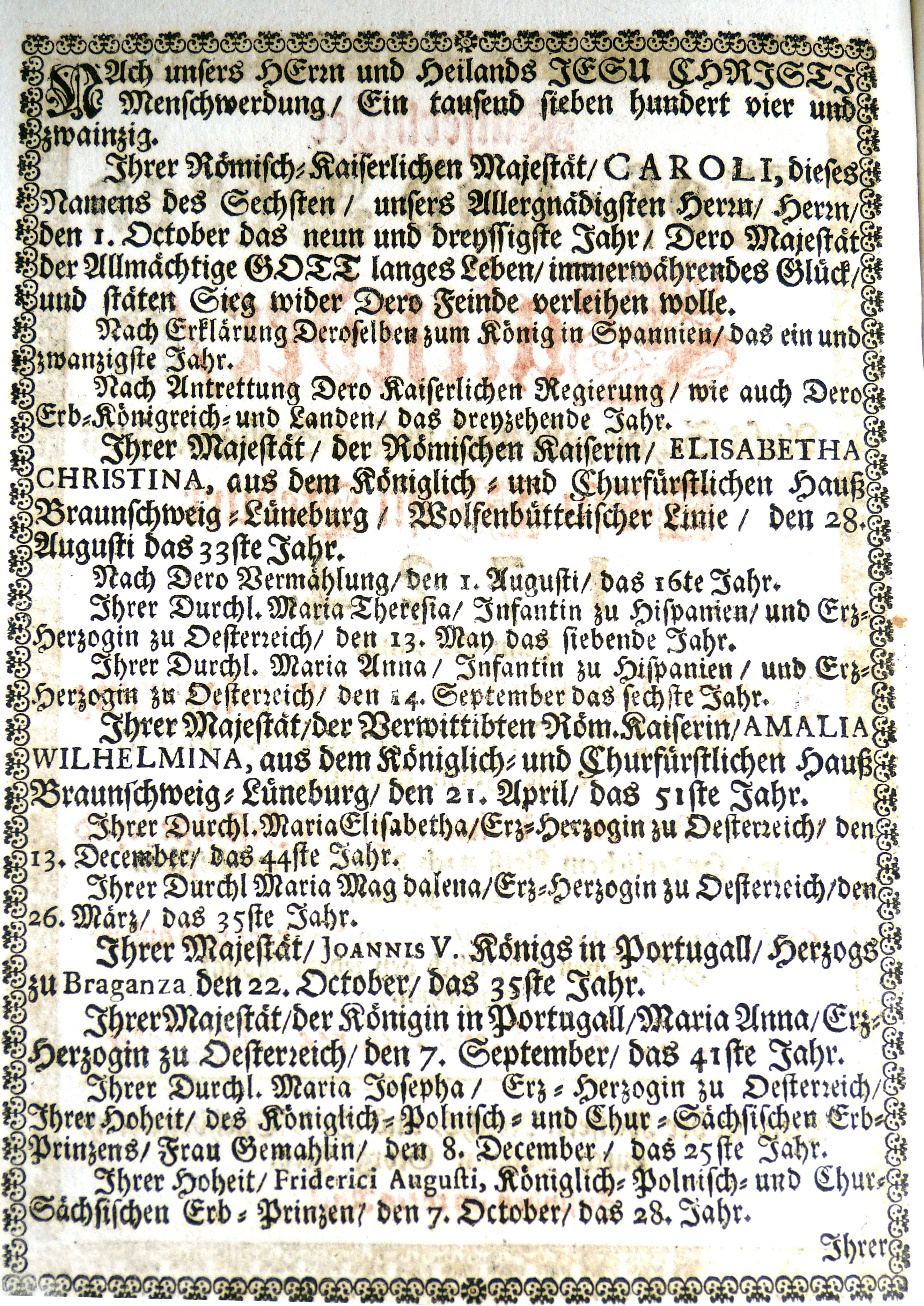
Einordnung des Jahres 1724 in die christliche Zeitrechnung und nach Herrscherjahren, Kaiserlicher Hof- und Ehrenkalender 1724

In vielen Kulturen wurde aus dem Amtsantritt des jeweiligen Herrschers die „offizielle Zeitrechnung“ abgeleitet. Jahre werden etwa angegeben als „Im xx. Jahr der Regentschaft des …“; Beispiele:
- In älteren Kulturen bildeten Königslisten die Grundlage der Zeitrechnung, etwa in Sumer und Ägypten.
- Die Seleukidische Ära begann 312 v. Chr., als Seleukos I. die Herrschaft antrat.
- Die römische Zeitrechnung geht auf Konsullisten zurück. In ihnen wurden die beiden amtierenden Konsuln vermerkt. Sie wurden auch in der Kaiserzeit weitergeführt und sind erhalten.
- Die Diokletianische Ära begann im Jahr 284, wurde aber erst nach dem Tod Diokletians eingeführt. Sie wurde vor allem im Bereich der koptischen Kirche, also im spätantiken Ägypten, aber auch im christlichen Nubien benutzt.

Die Indische Zeitrechnung verzeichnet viele kurzlebige Reiche, die alle ihre eigenen Zeitrechnungen, beginnend mit einem Herrscher, hatten. Viele sind bisher chronologisch noch nicht fest fixiert.
- Im Hinduismus das Shaka-Zeitalter und das Kali-Yuga-Zeitalter.
- Maues-Ära: Frühes erstes vorchristliches Jahrhundert, unsicher[6]
- Azes-Ära: Mitte des ersten vorchristlichen Jahrhunderts, wohl identisch mit der Vikrama Ära
- Gondophares-Ära: begann um 20
- Saka-Ära: begann im Jahr 78, vielleicht identisch mit der Kosam-/Bandogarh- und der Lichchhavi-Ära
- Kanischka-Ära: begann zwischen 110 und 130
- Kuschan-Ära: begann 227 und war vielleicht die Fortsetzung der Kansihka-Ära
- Kushano-Sasanidische Ära: begann 233
- Kalchuri-Chedi-Ära: 248
- Das Gupta-Reich beginnt seine Zeitrechnung mit der Thronbesteigung des ersten Gupta-Königs Chandragupta I. im Jahr 319.
- Ganga-Ära: 420

### Orientierung am Leben von Religionsgründern
Einige Kulturen und Religionen orientierten ihre Zeitrechnung an ihrer Gründergestalt:
- Im Buddhismus orientiert sich die Zeitrechnung traditionell am Todesjahr des Buddhas Siddhartha Gautama, das durch singhalesische Mönche auf 544 v. Chr. festgelegt wurde. Tatsächlich starb Buddha aber wohl erst um 483 v. Chr. Da die buddhistische Zeitrechnung mit dem Jahr 0 BE (Buddhist Era) beginnt, war das westliche Jahr 2000 in der gängigen buddhistischen Zeitrechnung das Jahr 2543 BE.
- Die christlichen Gemeinden folgten zunächst der jeweils regional vorherrschenden Zeitrechnung. Der um 545 gestorbene römische Mönch Dionysius Exiguus berechnete aus Vorgaben des Neuen Testaments das Jahr 754 ab urbe condita (alte römische Zeitrechnung) als Jahr der Geburt des Jesus von Nazaret, welches dann zum „Jahr 1“ in der Christlichen Jahreszählung (1 nach Christi Geburt) wurde. Beda Venerabilis war um 730 der erste Historiker, der diese Christliche Zeitrechnung systematisch gebrauchte. Im Frankenreich Karls des Großen war sie schon gebräuchlich und verbreitete sich von dort später weltweit. Seither wird in der christlich geprägten Welt die Zeit eingeteilt in ante Christum natum, vor Christi Geburt, und post Christum natum, nach Christi Geburt. Die damit tradierte christliche Zeitrechnung steht jedoch im Kontrast zur historisch wahrscheinlichen Geburt des Jesus von Nazaret im Zeitraum der Jahre 7 bis 4 vor Christi Geburt. Bei älteren deutschsprachigen Jahresangaben findet sich auch die Abkürzung „AD“ (lateinisch Anno Domini‚ im Jahr des Herrn); mit „Herr“ ist hier Jesus Christus gemeint. Im 20. Jahrhundert wurde versucht, die Abkürzung vuZ/nuZ (vor bzw. nach unserer Zeitrechnung) einzuführen. In englischen Texten ist AD (Anno Domini) und BC (before Christ) weithin üblich.[7]
- Die islamische Jahreszählung beginnt mit dem Jahr der Hidschra Mohammeds, dem Abbruch der Beziehungen und Bindungen des Propheten und seiner Anhängerschar zu seiner Heimatstadt Mekka und seine Übersiedlung nach Medina im Jahr 622 n. Chr.
- Im Bahaitum beginnt die Zeitrechnung des Badi-Kalenders am 21. März 1844 im Jahr der Erklärung des Bāb.

### Orientierung an bedeutenden Ereignissen
Andere Zeitrechnungen orientieren sich an Ereignissen von kultischer oder politischer Bedeutung:
- Eine im griechischen Kulturraum der Antike verbreitete Jahreszählung basierte auf Olympiaden, deren erste 776 v. Chr. stattfand.
- Die römische Jahreszählung ab urbe condita leitet sich von der angenommenen Abkunft des römischen Volkes von Äneas und der legendären Gründung Roms durch Romulus ab. Systematisch gebraucht wurde sie allerdings erst um 400 n. Chr. von dem iberischen Historiker Orosius.
- Die französische Revolution begann 1792 eine Zeitrechnung mit dem Französischen Revolutionskalender.
- Benito Mussolini führte in Italien die Era Fascista ein, welche mit dem 28. Oktober 1922 (Marsch auf Rom) begann. Am 28. Oktober 1933 begann demnach das Jahr XI der faschistischen Ära.

### Moderne Zeitrechnungssysteme
Zur Vereinfachung der maschinellen Rechnung mit Zeiträumen wurden lineare Zeitrechnungssysteme mit mehr oder weniger willkürlich gesetzten Nullpunkten geschaffen:
- Das Julianische Datum zählt in seiner Ursprungsform die Tage seit dem 1. Januar −4712 (4713 v. Chr.) 12 Uhr GMT
- Modifiziertes Julianisches Datum: neuere Varianten des Julianischen Datums wählen den 17. November 1858 0 Uhr GMT, den 30. Dezember 1899 (Microsoft Excel für Microsoft Windows, StarOffice/Apache OpenOffice) oder den 1. Januar 1904 (Microsoft Excel für Macintosh) als Nullpunkt.
- Die Unixzeit zählt die Sekunden seit dem 1. Januar 1970, 0 Uhr UTC.

### Relative und absolute Chronologie
In den Geschichts- und verwandten Wissenschaften gibt es die Unterscheidung zwischen absoluter und relativer Chronologie. Hier ist mit Chronologie eine zeitliche Abfolge gemeint, welche als absolut (zum Beispiel Herrscherlisten, dendrochronologische Abfolge) gilt, wenn diese sich an die Gegenwart anbinden lässt. So ist etwa durch exakt datierte Fixpunkte bekannt, wann genau vor unserer Zeit ein Element dieser Abfolge existierte. Somit kann nun die ganze Abfolge absolut datiert werden. Als relativ wird eine Chronologie bezeichnet, wenn zwar Ereignisse, Funde etc. untereinander in eine zeitliche Abfolge gebracht werden können, jedoch bei der Altersbestimmung nicht festzulegen ist, wie lange diese Abfolge vor der Gegenwart lag, da ein feststehender Bezugspunkt zur Gegenwart fehlt.

## Datumskonventionen
In der Europäischen Norm EN 28601 (von 1992) ist das Datumsformat (die gültige Darstellung der Zeitrechnung) festgelegt, welches für Deutschland und Österreich uneingeschränkt gültig ist (abgeleitet aus ISO 8601 von 1988). Zudem sieht der aktuelle Standard ISO 8601 (von 2000) eine vollständige Skala mit einem Jahr null und Jahresangaben mit negativem Vorzeichen vor. Es wird auf eine Datierung nach christlicher Tradition bezüglich vor oder nach Christus ohne Jahr null nicht mehr eingegangen.